# Olympiakos Nicosie
Maillots
Dernière mise à jour : 29 mars 2024.
L'Olympiakos Nicosie (en grec moderne : Ολυμπιακός Λευκωσίας) est un club chypriote de football fondé en 1931 et basé à Nicosie, la capitale du pays.
C'est le seul club chypriote à avoir participé 3 fois au championnat de Grèce à la fin des années 1960.

## Historique
- Juin 1931 : fondation du club
- 1967 : 1re participation à une Coupe d'Europe (C1, saison 1967/68)

## Bilan sportif

### Palmarès
| \| - Championnat de Chypre (3) : - Champion : 1966-67, 1968-69 et 1970-71. - Vice-champion : 1964-65, 1965-66, 1972-73 et 2000-01. - Coupe de Chypre (1) : - Vainqueur : 1976-77. - Finaliste : 1961-62, 1977-78, 1990-91 et 2020-21. \| \| - Supercoupe de Chypre (1) : - Vainqueur : 1966-67. - Championnat de Chypre D2 (2) : - Champion : 1983-84 et 1997-98. \| |  | |
| - Championnat de Chypre (3) : - Champion : 1966-67, 1968-69 et 1970-71. - Vice-champion : 1964-65, 1965-66, 1972-73 et 2000-01. - Coupe de Chypre (1) : - Vainqueur : 1976-77. - Finaliste : 1961-62, 1977-78, 1990-91 et 2020-21. |  | - Supercoupe de Chypre (1) : - Vainqueur : 1966-67. - Championnat de Chypre D2 (2) : - Champion : 1983-84 et 1997-98. |

### Bilan européen
Note : dans les résultats ci-dessous, le score du club est toujours donné en premier
| Saison    | Compétition               | Tour                | Club                  | Domicile | Extérieur | Total  |
| --------- | ------------------------- | ------------------- | --------------------- | -------- | --------- | ------ |
| 1967-1968 | Coupe des clubs champions | Seizièmes de finale | FK Sarajevo           | 2 - 2    | 1 - 3     | 3 - 5  |
| 1969-1970 | Coupe des clubs champions | Seizièmes de finale | Real Madrid           | 0 - 8    | 1 - 6     | 1 - 14 |
| 1971-1972 | Coupe des clubs champions | Seizièmes de finale | Feyenoord Rotterdam   | 0 - 9    | 0 - 8     | 0 - 17 |
| 1973-1974 | Coupe UEFA                | Premier tour        | VfB Stuttgart         | 0 - 4    | 0 - 9     | 0 - 13 |
| 1977-1978 | Coupe des coupes          | Seizièmes de finale | Universitatea Craiova | 1 - 6    | 0 - 2     | 1 - 8  |
| 2001-2002 | Coupe UEFA                | Tour préliminaire   | Dunaújváros FC        | 2 - 2    | 4 - 2     | 6 - 4  |
| 2001-2002 | Coupe UEFA                | Premier tour        | Club Bruges KV        | 2 - 2    | 1 - 7     | 3 - 9  |
| 2003      | Coupe Intertoto           | Premier tour        | FK Dubnica            | 1 - 4    | 0 - 3     | 1 - 7  |
| 2005      | Coupe Intertoto           | Premier tour        | Gloria Bistrița       | 0 - 5    | 0 - 11    | 0 - 16 |

Légende
- Victoire ou qualification pour le tour suivant
- Match nul
- Défaite ou élimination de la compétition

## Personnalités du club

### Présidents
- Costas Seraphim
- Alexis Mavromatis

### Entraîneurs
| - Eli Fuchs (1968 - 1969) - Constantin Cernăianu (1983 - 1985) - David Kipiani (1992 - 1993) - Ronnie Whelan (2000 - 2002) - Svetozar Šapurić (juillet 2002 - juin 2003) - Babis Tennes (2003) - Giorgos Foiros (2003 - 2004) - Nikolay Kostov (2004 - 2005) - Rainer Rauffmann (mai 2005 - novembre 2005) - Diethelm Ferner (2005 - 2006) - Nikolay Kostov (2006 - 2007) |  | - Juan Ramón Rocha (2007 - 2008) - Jorge Barrios (2008) - Nikodimos Papavasiliou (2008 - 2009) - Nikodimos Papavasiliou (novembre 2009 - juin 2010) - Saša Jovanović (2010) - Pambos Christodoulou (juillet 2010 - mars 2011) - Nikos Papadopoulos (août 2011 - février 2012) - Renos Demetriades (septembre 2012 - février 2013) - Marios Constantinou (février 2013 - juin 2013) - Costas Seraphim (juin 2013 - décembre 2013) - Savvas Paraskeva (décembre 2013 - février 2014) |  | - Goran Petkovski (juillet 2014 - août 2015) - Chrýsis Michaíl (septembre 2015 - juillet 2016) - Savvas Paraskeva (juillet 2016 - novembre 2016) - Chrýsis Michaíl (novembre 2016 - mars 2018) - Vesko Mihajlović (mars 2018 - avril 2018) - Kóstas Malékkos (juin 2018 - septembre 2018) - Fangio Buyse (septembre 2018 - avril 2019) - Pambos Christodoulou (juin 2019 - mai 2020) - Giannis Petrakis (juin 2020 - ) |

### Joueurs emblématiques
- Arjan Beqaj
- Isli Hidi
- Paulo Jorge Martins dos Santos Pina
- Jozef Kožlej
- Ferydoon Zandi
- Aurel Țicleanu
- Carlos Fumo Gonçalves
- Chidi Onyemah
- Andrejs Pavlovs
- José Carlos Leite de Sousa
- Vítor José Joaquim Pereira
- / Youness Bengelloun
- Guillaume Beuzelin
- Moussa Koita
- / Alioune Touré
- Matthias Verschave